# Dalkarlså norr
Dalkarlså norr är bebyggelsen i norra delen orten Dalkarlså i Bygdeå socken i Robertsfors kommun i Västerbottens län. Bebyggelsen klassades av SCB som en del av småorten Dalkarlså från 1990 till 2015 och som en egen småort från 2020.